# Wiedopterus
Wiedopterus é um gênero de euriptérido, um grupo extinto de artrópodes aquáticos. A espécie-tipo e única espécie de Wiedopterus, Wiedopterus noctua, é conhecida de depósitos da idade do Devoniano Inferior na Alemanha. O nome genérico deriva do rio Wied [en], que corre perto do local da descoberta inicial, e o nome da espécie, noctua, deriva do latim noctua (coruja), que se refere à semelhança superficial da carapaça (placa da cabeça) com uma coruja.
Um pequeno euriptérido, o espécime-tipo e único conhecido de Wiedopterus não preserva os apêndices ou a parte inferior do corpo, tornando impossível uma classificação segura do gênero. Como tal, é formalmente classificado como  Eurypterina incertae sedis (indicando uma posição incerta dentro da subordem Eurypterina de euriptéridos). Embora ainda não formalmente classificado como tal, foi sugerido que Wiedopterus provavelmente pertencia à família  Adelophthalmidae devido a várias características, incluindo o contorno geral de seu corpo, a posição de seus olhos, o primeiro segmento após a cabeça sendo reduzido em tamanho, bem como a presença de cristas longitudinais nos segmentos posteriores de seu corpo.

## Descrição
Markus Poschmann, que descreveu Wiedopterus, classificou o gênero como  Eurypterina incertae sedis , mas notou que os fósseis de Wiedopterus "provavelmente representam  adelophthalmoides". Wiedopterus era um euriptérido relativamente pequeno, com o único espécime fóssil descrito, medindo 4,43 centímetros de comprimento, representando um pouco mais da metade do animal. Se Wiedopterus fosse adelophthalmoide, seria um membro de tamanho médio do grupo, cujos membros variavam em comprimento de 4 a 32 centímetros.
As características diagnósticas do gênero, conforme observado por Poschmann em sua descrição, incluem a carapaça (placa da cabeça) em forma de trapézio e com uma borda marginal estreita, os olhos compostos posicionados perto do centro da carapaça, o pré-abdômen (segmentos corporais 1–7) sendo arredondado e largo, com o tergito [en] mais anterior (posicionado mais à frente) sendo reduzido em tamanho, os tergitos possuindo facetas de articulação anteriores estreitas, o pré-abdômen dorsal (costas) não tendo ornamentação proeminente, e havendo uma constrição marcada entre o pré-abdômen e o pós-abdômen (segmentos corporais 8–12). O pré-abdômen de Wiedopterus era mais largo no terceiro ou quarto segmento, onde media cerca de 2,05 centímetros de largura.

## História da pesquisa
Wiedopterus noctua foi descrito por Poschmann em 2015 com base em um único espécime recuperado em depósitos fósseis do Devoniano Inferior, provavelmente de idade Emsiana. A localidade fóssil, parte do Maciço Renano [en], é um afloramento à beira da estrada localizado próximo a um ponto de ônibus, cerca de 500 metros ao norte da vila de Bürdenbach e 90 metros a nordeste da confluência do pequeno riacho Güllesheimer Bach com o rio Lahrbach.
O espécime-tipo de Wiedopterus, com a designação PWL2013/5224-LS, preserva a carapaça e do primeiro ao nono segmento do opistossoma, embora estes estejam um pouco danificados no lado direito. Poschmann notou que PWL2013/5224-LS não era o único fóssil de euriptérido claramente distinguível dos outros euriptéridos encontrados no local, pertencentes ao gênero Parahughmilleria, mas era o único fóssil bem preservado o suficiente para ser descrito e formalmente nomeado. O nome genérico Wiedopterus refere-se ao vale formado pelo rio Wied [en], localizado perto da localidade onde o espécime holótipo foi encontrado. O epíteto -pterus, do grego antigo φτερός ("asa"), é comumente usado para gêneros de euriptéridos. O nome da espécie noctua é latim para "coruja" e deriva do fato de Poschmann achar a carapaça e os olhos de Wiedopterus "um tanto reminiscentes de uma coruja".

## Classificação
Wiedopterus é diferente de outros euriptéridos conhecidos do Devoniano Inferior no que diz respeito à posição de seus olhos compostos e à forma de sua carapaça. Moselopterus [en],  Alkenopterus, Vinetopterus [en] e  Erieopterus são superficialmente semelhantes, mas Moselopterus, Alkenopterus e Vinetopterus todos têm uma carapaça mais em forma de ferradura, com a carapaça de Moselopterus também tendo ornamentação distinta, ausente em Wiedopterus, e Alkenopterus e Vinetopterus têm bordas marginais mais largas e de formas diferentes, respectivamente. Erieopterus tem uma carapaça mais arredondada, com os olhos posicionados mais para fora. A forma e a posição dos olhos também são semelhantes ao Eurypterus do Siluriano (embora a carapaça de Eurypterus seja ligeiramente mais quadrática, os olhos estejam posicionados mais para trás e seu primeiro tergito opistossomal não seja tão pequeno), ao Buffalopterus [en] do Siluriano e ao Strobilopterus [en] do Siluriano–Devoniano (embora Buffalopterus e Strobilopterus tenham uma carapaça mais larga e olhos posicionados mais para trás).
Entre os euriptéridos do Devoniano Inferior, a única espécie que tem uma forma de carapaça semelhante a Wiedopterus, além de uma semelhança superficial, é  Adelophthalmus sievertsi, embora A. sievertsi possa ser distinguido de Wiedopterus por sua carapaça e opistossoma serem ornamentados por tubérculos grandes e pequenos (projeções arredondadas), e por ter epímeros laterais em seus tergitos pré-abdominais (espinhos ao longo das bordas). O espécime-tipo de Wiedopterus não preserva os apêndices ou sua anatomia ventral (inferior), o que torna impossível uma classificação segura do gênero. Várias características sugerem que Wiedopterus era um euriptérido adelophthalmídeo, incluindo o contorno geral de seu corpo, o primeiro tergito sendo reduzido em tamanho, a diferenciação morfológica do corpo em um pré e pós-abdômen, e a presença de cristas longitudinais nos segmentos pós-abdominais, que eram de forma sub-retangular (vagamente retangular). Wiedopterus possuía um tubérculo ocular mediano (um grande tubérculo entre os olhos), uma característica presente em gêneros derivados dentro das subordens  Eurypterina e Stylonurina [en]. A característica está, entre outros gêneros, presente em Adelophthalmus. Como Wiedopterus também compartilha os olhos posicionados centralmente com Adelophthalmus, é possível que fosse um euriptérido adelophthalmídeo relativamente derivado.

## Paleoecologia
Os depósitos fósseis nos quais o espécime-tipo de Wiedopterus foi encontrado eram uma vez uma área de transição terra-mar, com rios, deltas e ambientes totalmente marinhos, onde os fósseis foram depositados sob rápidas mudanças ambientais. Outra vida fóssil conhecida dos mesmos depósitos inclui peixes sem mandíbula (Rhinopteraspis [en]), trigonotarbídeos (Spinocharinus e Archaeomartus), escorpiões (Waeringoscorpio [en]), chasmataspidídeos [en], bivalves e outros euriptéridos (Parahughmilleria). Também estavam presentes plantas terrestres primitivas, mais proeminentemente as Zosterophyllopsida.